# Trionfo della Morte (Bruegel)

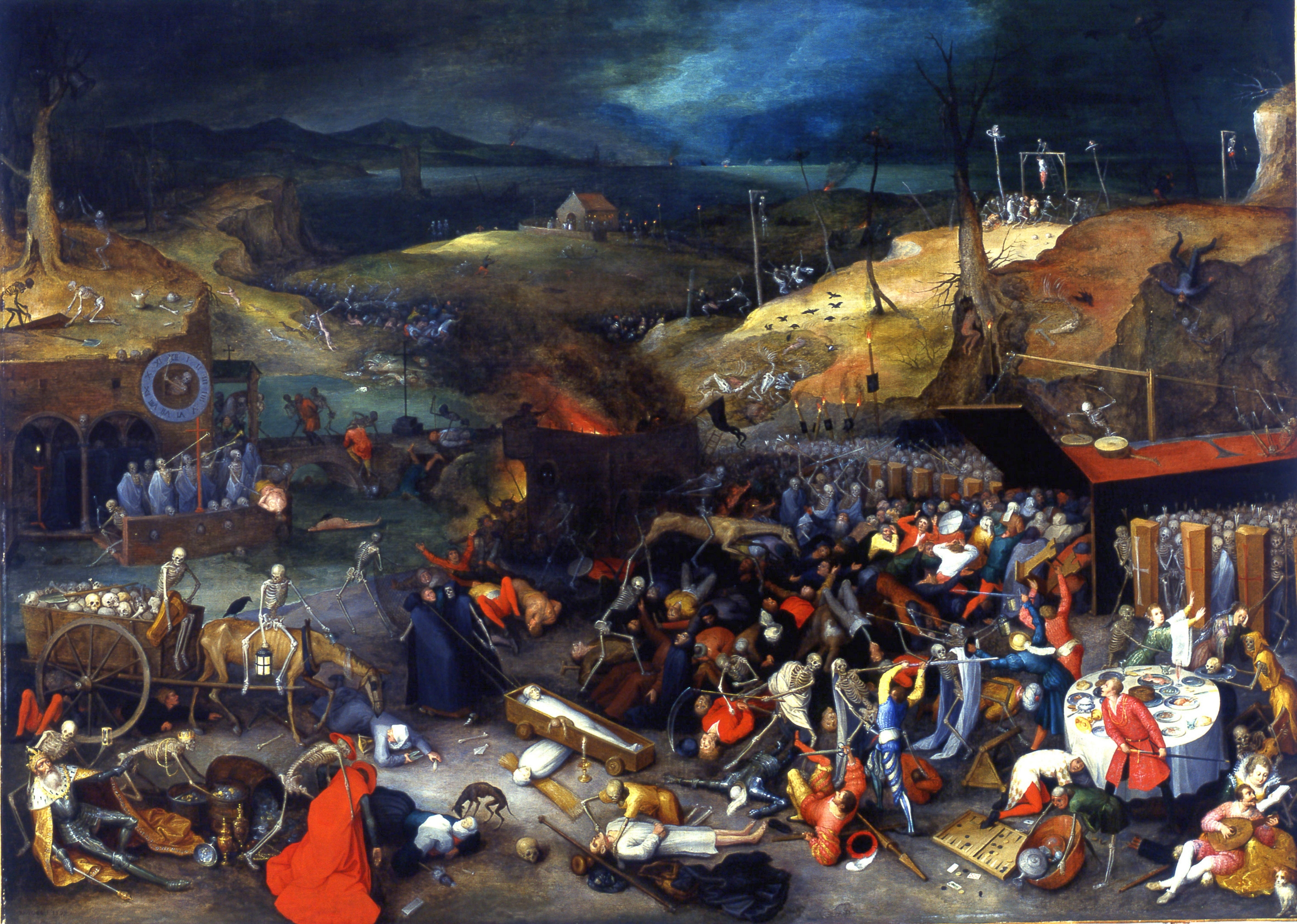
La versione di Jan Brueghel de Il trionfo della morte.

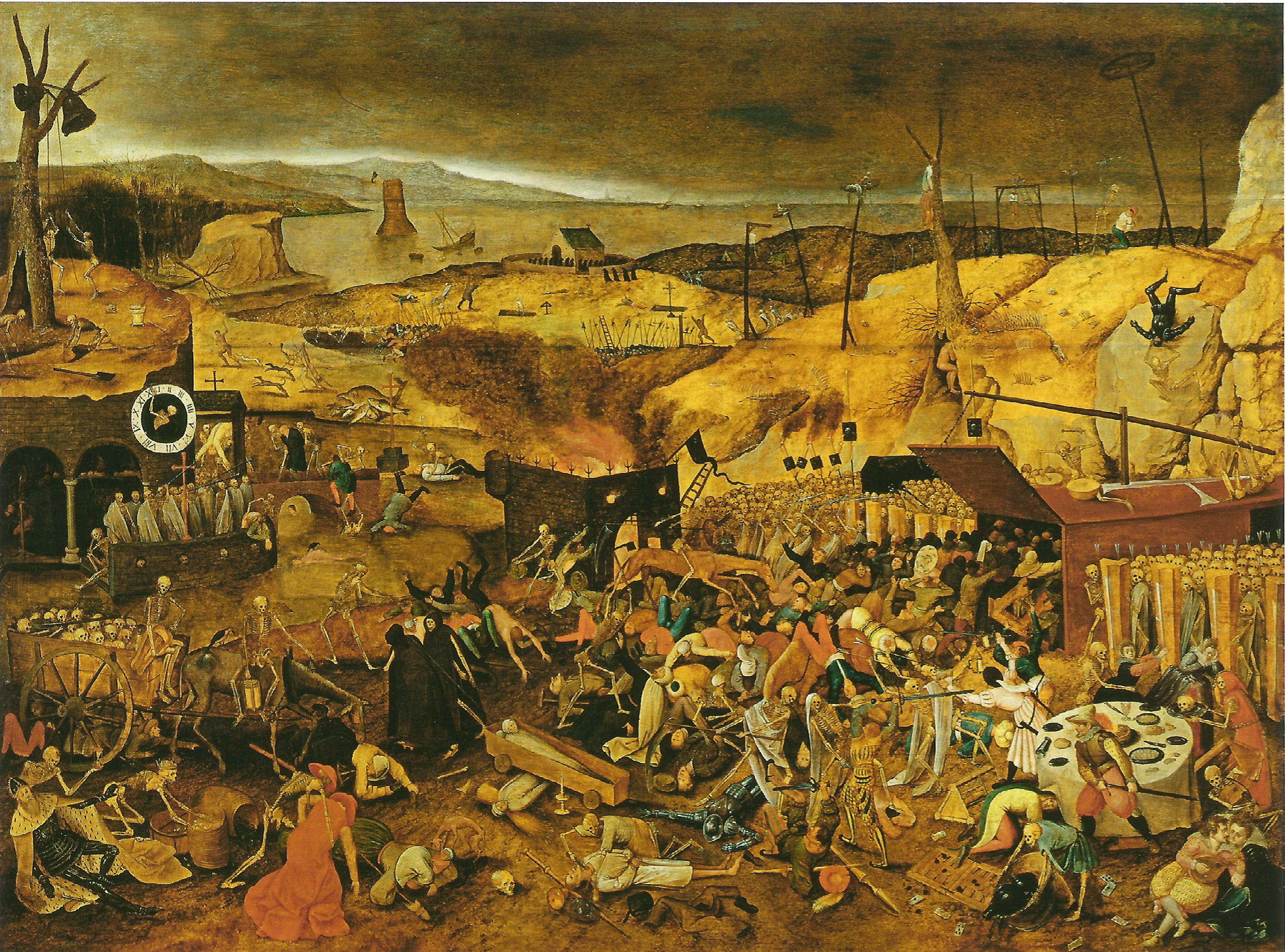
Una versione del 1628 de Il trionfo della morte di Jan Bruegel il Giovane.

Il Trionfo della morte è un dipinto olio su tavola (117×162 cm) di Pieter Bruegel il Vecchio, realizzato intorno al 1562 circa e conservato nel Museo del Prado di Madrid.
Nella descrizione del quadro, Bruegel fuse due tradizioni iconografiche: quella italiana, con opere come il Trionfo della Morte di Palermo (che visitò durante il suo viaggio in Italia), e quella nordica della danza macabra. Alcuni dettagli, come la morte che irrompe a cavallo, derivano quasi sicuramente dal modello palermitano, che include una condanna più esplicita dei peccati verso i quali gli uomini sono naturalmente protesi.
Nel quadro, sono presenti numerosi riferimenti agli arcani maggiori: L'Imperatore, Il Papa, Gli Amanti, Il Matto, Il Carro, L'Appeso, La Ruota, L'Eremita, La Torre, Il Giudizio e La Morte.

## Storia
L'opera non è firmata né datata ed è probabilmente quella citata da Karel van Mander, in cui "vi sono impiegati tutti i mezzi contro la morte". Nel 1745, appartenne a Elisabetta Farnese, all'interno del palazzo della Granja. 
Con Dulle Griet e la Caduta degli angeli ribelli (simili per dimensioni e per richiami evidenti, al mondo di Bosch), l'opera fu probabilmente dipinta per un medesimo committente e destinata a formare una serie. 

## Descrizione
I toni caldi del quadro evocano un'atmosfera infernale che ben rappresenta la drammaticità del momento: la Morte è giunta e sta uccidendo gli uomini, i quali reagiscono nei più svariati modi (sorpresa, sgomento, rassegnazione, inutile ribellione). 
Alla sinistra della parte inferiore del quadro, viene raffigurato un imperatore a cui uno scheletro mostra una clessidra (simbolo della fine della sua vita); accanto a loro, uno scheletro con l'armatura affonda le mani in barili pieni di monete (simbolo della ricchezza), inutilmente accumulate dall'uomo. Dietro l'imperatore, passa il carro della morte guidato da due scheletri: uno, appoggiato sul carro, sta suonando tristemente una ghironda; l'altro, alla guida del magrissimo cavallo, è affiancato da una gazza dagli oscuri presagi; sotto il carro, alcune persone cercano invano di nascondersi da loro due. Sopra il carro, un gruppo di scheletri vestiti di bianco esce da una chiesa, suonando le trombe dell'Apocalisse mentre altri due tirano le corde della campana. 
Al centro della parte inferiore del quadro, viene raffigurato un sinistro e fiammeggiante castello pieno di diavoli mentre una serie di mostri, esce da una voragine infernale e attacca i vivi. Accanto all'imperatore, uno scheletro indossante un galero sorregge un prelato che si sente mancare mentre davanti a loro, una filatrice è morta e non può impedire a un cane scheletrico di andare dal suo bambino. Alla destra della filatrice, un pellegrino viene spogliato e sgozzato da uno scheletro vestito da una maglia di ferro da soldato mentre, sopra di loro, due scheletri incappucciati trascinano una bara, investendo un altro morto; ancor più sopra, altri due utilizzano una rete per catturare la folla fuggente. Alla destra degli scheletri, la Morte irrompe a cavallo, reggendo una falce e guidando la sua armata delle tenebre contro una folla costituita da persone di tutti i ceti sociali che viene spinta in una grande stanza-galera, con la porta levatoia alzata da due scheletri, incoraggiati da un altro che suona il tamburo. Tra la folla spinta nella prigione, dei soldati cercano inutilmente di contrastare alcuni scheletri con le proprie spade (simbolo della guerra).
Alla destra della parte inferiore del quadro, viene raffigurato un tavolo pieno di carte da gioco, sotto il quale cerca di nascondersi un buffone mentre gli scheletri afferrano le damigelle e porgono loro ossa disgustose sui vassoi da portata, rovesciano le bisacce e spargendo i giochi; accanto al tavolo, una coppia ignora quanto sta avvenendo, distraendosi con la musica (simbolo di lussuria) con l'uomo che suona un liuto. 
Nella parte superiore del quadro, gli scheletri massacrano gli uomini in tutti i modi possibili: annegandoli, ferendoli con le armi, seppellendoli, impiccandoli, cacciandoli con i cani, infilzandoli con le lance, decapitandoli, facendoli cadere da dirupi, facendo essiccare i loro cadaveri su macabre ruote issate in cima a pali. Nemmeno la natura viene risparmiata: gli scheletri abbattono gli alberi, le navi affondano o prendono fuoco, i fumi degli incendi anneriscono il cielo, le carcasse degli animali affiorano dalla terra e ovunque vi è rovina, disperazione e morte.

## Omaggi
- Il quadro viene citato in La legione degli scheletri (albo 315 della serie regolare di Dylan Dog.
- Il quadro dà il titolo al prologo del romanzo Underworld di Don DeLillo. Lo scenario, ambientato durante la finale delle World Series del 1951, vede il pubblico del Polo Grounds di New York lanciare sul campo delle palette di carta strappate dal New Yorker e raffiguranti l'opera. J. Edgar Hoover, lì presente, ne raccoglie una e la osserva incuriosito, pensando a quanta gente sia morta portando con sé chissà quanti segreti - era, pare, un'ossessione dell'allora capo del FBI conoscere quanto più possibile sul conto di chiunque.
- Il quadro è stato reinterpretato in chiave fumettistica per la copertina ed il booklet dell'album The Concreteness of Failure della band metal italiana Mothercare.
- Il quadro viene descritto in Two views of a cadaver room, una poesia di Sylvia Plath.
- Il quadro viene citato nel romanzo La Tavola Fiamminga di Arturo Pérez-Reverte.
- Una parte del quadro è stata usata per la copertina di un disco in vinile dei Black Sabbath.